# Tony Pérez
Atanasio „Tony“ Pérez Rigal (* 14. Mai 1942 in Ciego de Ávila, Kuba) ist ein ehemaliger kubanischer Baseballspieler und -manager in der Major League Baseball (MLB).

## Biografie
Tony Pérez gab sein Debüt bei den Cincinnati Reds in der National League am 26. Juli 1964 als Third Baseman. Der Kubaner verbrachte die ersten dreizehn seiner 24 Spielzeiten bei den Reds und wurde ein Teil der Big Red Machine, wie das Team in den 1970er-Jahren genannt wurde. Von 1967 bis 1976 erreichte Pérez jährlich mehr als 90 Run Batted In (RBI).
Viermal konnte er mit den Reds die World Series erreichen. 1970 unterlagen sie den Baltimore Orioles klar in fünf Spielen. 1972 unterlagen sie den Oakland Athletics in sieben Spielen. 1975 und 1976 gewannen die Reds dann gegen die Boston Red Sox und die New York Yankees. Seine fünfte World Series spielte Tony Pérez mit den Philadelphia Phillies im Jahre 1983. Gegen die Orioles gab es eine deutliche 0:4-Niederlage. In seinen World-Series-Auftritten kam Pérez auf einen Schlagdurchschnitt von 36,8 %.
Nach der Saison 1976 hatte er die Reds verlassen und spielte noch bei den Red Sox, den Montreal Expos und den Phillies, bevor er 1984 zu den Reds zurückkehrte. Dort bestritt er am 5. Oktober 1986 sein letztes Spiel.
1993 hatte er den Managerposten bei den Reds inne. 2001 übernahm er nach der Entlassung von John Boles den Job des Managers bei den Florida Marlins für den Rest der Saison. Zurzeit arbeitet er als Assistent des General Managers bei den Marlins.
2000 wurde Tony Pérez in die Baseball Hall of Fame aufgenommen.